# Кубок Англії з футболу 1958—1959
Кубок Англії з футболу 1958—1959 — 78-й розіграш найстарішого футбольного турніру у світі, Кубка виклику Футбольної Асоціації, також відомого як Кубок Англії. Вдруге титул здобув Ноттінгем Форест.

## Перший раунд
| Дата                      | Господарі                 | Рахунок | Гості                |
| ------------------------- | ------------------------- | ------- | -------------------- |
| 15 листопада              | Ашфорд Таун               | 0:1     | Крістал Пелес        |
| 15 листопада              | Честер Сіті               | 3:2     | Бостон Юнайтед       |
| 15 листопада              | Честерфілд                | 3:0     | Ріл                  |
| 15 листопада              | Саутгемптон               | 4:1     | Вокінг               |
| 15 листопада              | Вотфорд                   | 1:1     | Редінг               |
| 19 листопада Перегравання | Редінг                    | 0:2     | Вотфорд              |
| 15 листопада              | Веймут                    | 2:5     | Ковентрі Сіті        |
| 15 листопада              | Волсолл                   | 0:1     | Квінз Парк Рейнджерс |
| 15 листопада              | Вісбеч Таун               | 2:2     | Ньюпорт Каунті       |
| 17 листопада Перегравання | Ньюпорт Каунті            | 4:1     | Вісбеч Таун          |
| 15 листопада              | Ноттс Каунті              | 1:2     | Барроу               |
| 15 листопада              | Кру Александра            | 2:2     | Саут Шилдс           |
| 19 листопада Перегравання | Саут Шилдс                | 5:0     | Кру Александра       |
| 15 листопада              | Свіндон Таун              | 5:0     | Олдершот             |
| 15 листопада              | Донкастер Роверз          | 5:0     | Консетт              |
| 15 листопада              | Рексем                    | 1:2     | Дарлінгтон           |
| 15 листопада              | Гінор Таун                | 1:5     | Карлайл Юнайтед      |
| 15 листопада              | Бакстон                   | 4:1     | Крук Таун            |
| 15 листопада              | Транмер Роверз            | 8:1     | Бішоп Окленд         |
| 15 листопада              | Аккрінгтон Стенлі         | 5:1     | Воркінгтон           |
| 15 листопада              | Брентфорд                 | 3:2     | Ексетер Сіті         |
| 15 листопада              | Нортгемптон Таун          | 2:0     | Вікем Вондерерз      |
| 15 листопада              | Дінейбі Юнайтед           | 0:2     | Олдем Атлетік        |
| 15 листопада              | Кінгс-Лінн                | 2:1     | Мертір-Тідвіл        |
| 15 листопада              | Норвіч Сіті               | 3:1     | Ілфорд               |
| 15 листопада              | Плімут Аргайл             | 2:2     | Джиллінгем           |
| 19 листопада Перегравання | Джиллінгем                | 1:4     | Плімут Аргайл        |
| 15 листопада              | Галл Сіті                 | 0:1     | Стокпорт Каунті      |
| 15 листопада              | Гітчін Таун               | 1:1     | Міллволл             |
| 17 листопада Перегравання | Міллволл                  | 2:1     | Гітчін Таун          |
| 15 листопада              | Саутенд Юнайтед           | 0:0     | Йовіл Таун           |
| 21 листопада Перегравання | Йовіл Таун                | 1:0     | Саутенд Юнайтед      |
| 15 листопада              | Гартліпул Юнайтед         | 1:1     | Рочдейл              |
| 19 листопада Перегравання | Рочдейл                   | 3:3     | Гартліпул Юнайтед    |
| 27 листопада Перегравання | Гартліпул Юнайтед         | 2:1     | Рочдейл              |
| 15 листопада              | Менсфілд Таун             | 3:4     | Бредфорд Сіті        |
| 15 листопада              | Саутпорт                  | 0:2     | Галіфакс Таун        |
| 15 листопада              | Моркем                    | 1:2     | Блайт Спартанс       |
| 15 листопада              | Торкі Юнайтед             | 1:0     | Порт Вейл            |
| 15 листопада              | Гілфорд Сіті              | 1:2     | Герефорд Юнайтед     |
| 15 листопада              | Ньюпорт                   | 0:0     | Шрусбері Таун        |
| 17 листопада Перегравання | Шрусбері Таун             | 5:0     | Ньюпорт              |
| 15 листопада              | Ґейтсгед                  | 1:4     | Бредфорд Парк-Авеню  |
| 15 листопада              | Гедінгтон Юнайтед         | 3:2     | Маргейт              |
| 15 листопада              | Тутінг-енд-Мітчем Юнайтед | 3:1     | Борнмут              |
| 15 листопада              | Пітерборо Юнайтед         | 2:2     | Кеттерінг Таун       |
| 20 листопада Перегравання | Кеттерінг Таун            | 2:3     | Пітерборо Юнайтед    |
| 15 листопада              | Колчестер Юнайтед         | 2:0     | Бат Сіті             |
| 15 листопада              | Челмсфорд Сіті            | 0:0     | Вустер Сіті          |
| 21 листопада Перегравання | Вустер Сіті               | 3:1     | Челмсфорд Сіті       |
| 18 листопада              | Бері                      | 1:0     | Йорк Сіті            |

## Другий раунд
До другого раунду увійшли переможці першого раунду. 
| Дата                   | Господарі                 | Рахунок | Гості             |
| ---------------------- | ------------------------- | ------- | ----------------- |
| 6 грудня               | Честер Сіті               | 1:1     | Бері              |
| 9 грудня Перегравання  | Бері                      | 2:1     | Честер Сіті       |
| 6 грудня               | Барроу                    | 2:0     | Гартліпул Юнайтед |
| 6 грудня               | Свіндон Таун              | 1:1     | Норвіч Сіті       |
| 11 грудня Перегравання | Норвіч Сіті               | 1:0     | Свіндон Таун      |
| 6 грудня               | Транмер Роверз            | 1:2     | Донкастер Роверз  |
| 6 грудня               | Квінз Парк Рейнджерс      | 0:1     | Саутгемптон       |
| 6 грудня               | Аккрінгтон Стенлі         | 6:1     | Бакстон           |
| 6 грудня               | Брентфорд                 | 3:1     | Кінгс-Лінн        |
| 6 грудня               | Ковентрі Сіті             | 1:3     | Плімут Аргайл     |
| 6 грудня               | Карлайл Юнайтед           | 0:0     | Честерфілд        |
| 10 грудня Перегравання | Честерфілд                | 1:0     | Карлайл Юнайтед   |
| 6 грудня               | Олдем Атлетік             | 2:0     | Саут Шилдс        |
| 6 грудня               | Крістал Пелес             | 2:2     | Шрусбері Таун     |
| 11 грудня Перегравання | Шрусбері Таун             | 2:2     | Крістал Пелес     |
| 15 грудня Перегравання | Крістал Пелес             | 4:1     | Шрусбері Таун     |
| 6 грудня               | Вустер Сіті               | 5:2     | Міллволл          |
| 6 грудня               | Бредфорд Парк-Авеню       | 0:2     | Бредфорд Сіті     |
| 6 грудня               | Блайт Спартанс            | 3:4     | Стокпорт Каунті   |
| 6 грудня               | Галіфакс Таун             | 1:1     | Дарлінгтон        |
| 10 грудня Перегравання | Дарлінгтон                | 3:0     | Галіфакс Таун     |
| 6 грудня               | Торкі Юнайтед             | 2:0     | Вотфорд           |
| 6 грудня               | Герефорд Юнайтед          | 0:2     | Ньюпорт Каунті    |
| 6 грудня               | Тутінг-енд-Мітчем Юнайтед | 2:1     | Нортгемптон Таун  |
| 6 грудня               | Пітерборо Юнайтед         | 4:2     | Гедінгтон Юнайтед |
| 6 грудня               | Колчестер Юнайтед         | 1:1     | Йовіл Таун        |
| 11 грудня Перегравання | Йовіл Таун                | 1:7     | Колчестер Юнайтед |

## Третій раунд
| Дата                  | Господарі                 | Рахунок | Гості                     |
| --------------------- | ------------------------- | ------- | ------------------------- |
| 10 січня              | Барроу                    | 2:4     | Вулвергемптон Вондерерз   |
| 10 січня              | Бері                      | 0:1     | Арсенал                   |
| 10 січня              | Саутгемптон               | 1:2     | Блекпул                   |
| 10 січня              | Лестер Сіті               | 1:1     | Лінкольн Сіті             |
| 14 січня Перегравання | Лінкольн Сіті             | 0:2     | Лестер Сіті               |
| 10 січня              | Блекберн Роверз           | 4:2     | Лейтон Орієнт             |
| 10 січня              | Астон Вілла               | 2:1     | Ротергем Юнайтед          |
| 10 січня              | Грімсбі Таун              | 2:2     | Манчестер Сіті            |
| 24 січня Перегравання | Манчестер Сіті            | 1:2     | Грімсбі Таун              |
| 10 січня              | Дербі Каунті              | 2:2     | Престон Норт-Енд          |
| 19 січня Перегравання | Престон Норт-Енд          | 4:2     | Дербі Каунті              |
| 10 січня              | Лутон Таун                | 5:1     | Лідс Юнайтед              |
| 10 січня              | Евертон                   | 4:0     | Сандерленд                |
| 10 січня              | Шеффілд Юнайтед           | 2:0     | Крістал Пелес             |
| 10 січня              | Іпсвіч Таун               | 1:0     | Гаддерсфілд Таун          |
| 10 січня              | Тоттенгем Готспур         | 2:0     | Вест Гем Юнайтед          |
| 10 січня              | Фулгем                    | 0:0     | Пітерборо Юнайтед         |
| 24 січня Перегравання | Пітерборо Юнайтед         | 0:1     | Фулгем                    |
| 10 січня              | Аккрінгтон Стенлі         | 3:0     | Дарлінгтон                |
| 10 січня              | Брентфорд                 | 2:0     | Барнслі                   |
| 10 січня              | Бристоль Роверз           | 0:4     | Чарльтон Атлетік          |
| 10 січня              | Портсмут                  | 3:1     | Свонсі Сіті               |
| 10 січня              | Брайтон енд Гоув Альбіон  | 0:2     | Бредфорд Сіті             |
| 10 січня              | Норвіч Сіті               | 3:0     | Манчестер Юнайтед         |
| 10 січня              | Плімут Аргайл             | 0:3     | Кардіфф Сіті              |
| 10 січня              | Сканторп Юнайтед          | 0:2     | Болтон Вондерерз          |
| 10 січня              | Ньюпорт Каунті            | 0:0     | Торкі Юнайтед             |
| 14 січня Перегравання | Торкі Юнайтед             | 0:1     | Ньюпорт Каунті            |
| 10 січня              | Сток Сіті                 | 5:1     | Олдем Атлетік             |
| 10 січня              | Тутінг-енд-Мітчем Юнайтед | 2:2     | Ноттінгем Форест          |
| 24 січня Перегравання | Ноттінгем Форест          | 3:0     | Тутінг-енд-Мітчем Юнайтед |
| 10 січня              | Колчестер Юнайтед         | 2:0     | Честерфілд                |
| 14 січня              | Стокпорт Каунті           | 1:3     | Бернлі                    |
| 15 січня              | Вустер Сіті               | 2:1     | Ліверпуль                 |
| 19 січня              | Шеффілд Венсдей           | 0:2     | Вест-Бромвіч Альбіон      |
| 19 січня              | Донкастер Роверз          | 0:2     | Бристоль Сіті             |
| 19 січня              | Ньюкасл Юнайтед           | 1:4     | Челсі                     |
| 24 січня              | Мідлсбро                  | 0:1     | Бірмінгем Сіті            |

## Четвертий раунд
У цьому раунді зіграли переможці попереднього етапу.
| Дата                  | Господарі               | Рахунок | Гості             |
| --------------------- | ----------------------- | ------- | ----------------- |
| 24 січня              | Бристоль Сіті           | 1:1     | Блекпул           |
| 28 січня Перегравання | Блекпул                 | 1:0     | Бристоль Сіті     |
| 24 січня              | Престон Норт-Енд        | 3:2     | Бредфорд Сіті     |
| 24 січня              | Лестер Сіті             | 1:1     | Лутон Таун        |
| 28 січня Перегравання | Лутон Таун              | 4:1     | Лестер Сіті       |
| 24 січня              | Вулвергемптон Вондерерз | 1:2     | Болтон Вондерерз  |
| 24 січня              | Вест-Бромвіч Альбіон    | 2:0     | Брентфорд         |
| 24 січня              | Тоттенгем Готспур       | 4:1     | Ньюпорт Каунті    |
| 24 січня              | Аккрінгтон Стенлі       | 0:0     | Портсмут          |
| 28 січня Перегравання | Портсмут                | 4:1     | Аккрінгтон Стенлі |
| 24 січня              | Норвіч Сіті             | 3:2     | Кардіфф Сіті      |
| 24 січня              | Челсі                   | 1:2     | Астон Вілла       |
| 24 січня              | Вустер Сіті             | 0:2     | Шеффілд Юнайтед   |
| 24 січня              | Чарльтон Атлетік        | 2:2     | Евертон           |
| 28 січня Перегравання | Евертон                 | 4:1     | Чарльтон Атлетік  |
| 24 січня              | Сток Сіті               | 0:1     | Іпсвіч Таун       |
| 24 січня              | Колчестер Юнайтед       | 2:2     | Арсенал           |
| 28 січня Перегравання | Арсенал                 | 4:0     | Колчестер Юнайтед |
| 28 січня              | Ноттінгем Форест        | 4:1     | Грімсбі Таун      |
| 28 січня              | Блекберн Роверз         | 1:2     | Бернлі            |
| 28 січня              | Бірмінгем Сіті          | 1:1     | Фулгем            |
| 4 лютого Перегравання | Фулгем                  | 2:3     | Бірмінгем Сіті    |

## П'ятий раунд
На цьому етапі зіграли переможці попереднього раунду.
| Дата                   | Господарі         | Рахунок | Гості                |
| ---------------------- | ----------------- | ------- | -------------------- |
| 14 лютого              | Блекпул           | 3:1     | Вест-Бромвіч Альбіон |
| 14 лютого              | Бернлі            | 1:0     | Портсмут             |
| 14 лютого              | Болтон Вондерерз  | 2:2     | Престон Норт-Енд     |
| 18 лютого Перегравання | Престон Норт-Енд  | 1:1     | Болтон Вондерерз     |
| 23 лютого Перегравання | Болтон Вондерерз  | 1:0     | Престон Норт-Енд     |
| 14 лютого              | Евертон           | 1:4     | Астон Вілла          |
| 14 лютого              | Іпсвіч Таун       | 2:5     | Лутон Таун           |
| 14 лютого              | Тоттенгем Готспур | 1:1     | Норвіч Сіті          |
| 18 лютого Перегравання | Норвіч Сіті       | 1:0     | Тоттенгем Готспур    |
| 14 лютого              | Арсенал           | 2:2     | Шеффілд Юнайтед      |
| 18 лютого Перегравання | Шеффілд Юнайтед   | 3:0     | Арсенал              |
| 14 лютого              | Бірмінгем Сіті    | 1:1     | Ноттінгем Форест     |
| 18 лютого Перегравання | Ноттінгем Форест  | 1:1     | Бірмінгем Сіті       |
| 23 лютого Перегравання | Бірмінгем Сіті    | 0:5     | Ноттінгем Форест     |

## Шостий раунд
На цьому етапі зіграли переможці попереднього раунду.
| Дата                   | Господарі        | Рахунок | Гості            |
| ---------------------- | ---------------- | ------- | ---------------- |
| 28 лютого              | Блекпул          | 1:1     | Лутон Таун       |
| 4 березня Перегравання | Лутон Таун       | 1:0     | Блекпул          |
| 28 лютого              | Ноттінгем Форест | 2:1     | Болтон Вондерерз |
| 28 лютого              | Астон Вілла      | 0:0     | Бернлі           |
| 3 березня Перегравання | Бернлі           | 0:2     | Астон Вілла      |
| 28 лютого              | Шеффілд Юнайтед  | 1:1     | Норвіч Сіті      |
| 4 березня Перегравання | Норвіч Сіті      | 3:2     | Шеффілд Юнайтед  |

## Півфінали
У півфіналах зіграли команди, що перемогли на попередньому етапі.
| Дата                    | Господарі        | Рахунок | Гості       |
| ----------------------- | ---------------- | ------- | ----------- |
| 14 березня              | Ноттінгем Форест | 1:0     | Астон Вілла |
| 14 березня              | Лутон Таун       | 1:1     | Норвіч Сіті |
| 18 березня Перегравання | Норвіч Сіті      | 0:1     | Лутон Таун  |

## Фінал
| 2 травня 1959 |

| Ноттінгем Форест     | 2:1      | Лутон Таун |
| -------------------- | -------- | ---------- |
| Двайт 10' Вілсон 14' | Протокол | Пейсі 66'  |

| Вемблі, Лондон Глядачів: 100 000 Арбітр: Джек Клоу |